# Меньярд, Девитт
Девитт «Слем» Меньярд (англ. DeWitt "Slem" Menyard; 24 мая 1944 года, Колумбус, Миссисипи, США — 21 мая 2009 года, Саут-Бенд, Индиана, США) — американский профессиональный баскетболист и тренер, играл в Американской баскетбольной ассоциации, отыграв всего один из девяти сезонов её существования. Оставшуюся же часть карьеры он провёл в чемпионате Франции, где защищал цвета команды «АСПО Тур», в составе которой стал его двукратным победителем (1976, 1980).

## Ранние годы
Девитт Меньярд родился 24 мая 1944 года в городе Колумбус (штат Миссисипи), а затем переехал в город Саут-Бенд (штат Индиана), где учился в Центральной средней школе, в которой играл за местную баскетбольную команду.